# Bolesław Przeniosło-Werowski
Bolesław Przeniosło-Werowski (ur. 9 stycznia 1929 w Herbach, zm. 25 listopada 2008 w Skolimowie) – polski aktor teatralny.

## Życiorys
Karierę aktorską rozpoczął w 1952 na scenie warszawskiego Teatru Powszechnego, ale wkrótce przeniósł się do Teatru im. Wandy Siemaszkowej w Rzeszowie. Był związany z tą sceną przez pozostałe lata kariery zawodowej. W 1997 przeszedł na emeryturę i zamieszkał w Domu Aktora-Weterana w Skolimowie, gdzie zmarł w wieku 79 lat. Spoczywa na cmentarzu w Skolimowie. 